# District de Jinshantun
Le district de Jinshantun (金山屯区 ; pinyin : Jīnshāntún Qū) est une subdivision administrative de la province du Heilongjiang en Chine. Il est placé sous la juridiction de la ville-préfecture de Yichun.